# Sarmat
Sarmat, RS-28 Sarmat ou Satan 2 é um míssil balístico intercontinental russo de combustível líquido, capaz de transportar de 10 a 15 ogivas de MIRV termonucleares com um poder de destruição estimado em 54 megatons, sucessivamente. Ainda em desenvolvimento, foi elaborado para substituir o antigo míssil R-36M Voevoda. Tem alcance de 18 000 quilômetros e é capaz de destruir uma área do tamanho da França. De acordo com especialistas seria capaz de passar por qualquer sistema antimíssil. Possui um peso total de 211 toneladas com capacidade de carga para 4 a 10 toneladas e velocidade de voo de 8 km/s, ou 25 200 km/h.
O primeiro teste do míssil foi realizado dia 20 de abril de 2022, sendo considerado bem-sucedido pelas autoridades russas.

Imagens da NASA do incêndio de 20 e 21 de setembro de 2024 em Plesetsk após a falha no teste RS-28

Em 19 ou 20 de setembro de 2024, um teste de um RS-28 Sarmat no Cosmódromo de Plesetsk falhou, provocando um incêndio e destruindo um silo de lançamento.